# 1990s
1990s est un groupe de rock indépendant britannique, originaire de Glasgow, en Écosse. Il était signé sur le label indépendant londonien Rough Trade Records. Leur premier album Cookies atteint la 23e place du classement des cinquante meilleurs albums de 2007 du magazine Rolling Stone,. Il comprenait la chanson Situation, classée 36e dans les 100 meilleures chansons de l'année du même magazine. Le groupe cesse ses activités en 2014.

## Biographie
Leur chanteur Jackie (aka John) McKeown et le bassiste, Jamie McMorrow, sont membres fondateurs du groupe écossais The Yummy Fur. La formation des Yummy Fur change à plusieurs occasions. À ce stade, le chanteur de Franz Ferdinand, Alex Kapranos, et le batteur Paul Thomson sont membres du groupe. Le batteur de 1990s, Michael McGaughrin, et le bassiste Dino Bardot, aussi issus du groupe écossais V-Twin, signent chez Domino Records, avant la création de 1990s.
1990s joue en soutien à Babyshambles au Glasgow Barrowlands, et Franz Ferdinand au Scottish Exhibition and Conference Centre (SECC) et Aberdeen Exhibition and Conference Centre, et publie leur premier single, You Made Me Like It/Arcade Precinct en vinyle limité. Ils jouent à l'Indian Summer festival au Victoria Park de Glasgow le 2 septembre 2006, avec des groupes comme les Yeah Yeah Yeahs, The Fall et Antony and the Johnsons ainsi qu'au Bestival de l'Île de Wight. 1990s part en tournée en octobre 2006 avec The Long Blondes, et CSS en novembre.
Sur leur site web officiel, ils révèlent le départ de Jamie McMorrow le 5 septembre 2007. Il est remplacé par Norman Blake des Teenage Fanclub pour leur tournée européenne qui suit. Dino Bardot des Stinky Munchkins (ex-V-Twin avec Michael McGaughrin), joue de la basse à leurs concerts américains et australiens à la fin 2007, aet devient nouveau membre officiel du groupe comme annoncé sur MySpace au début de 2008.
Leur deuxième album, Kicks, est produit par Bernard Butler et publié le 23 mars 2009. Cet effort comprend les morceaux The Box, Everybody Please Relax et le single 59. Le NME écrit que « comme Supergrass et British Sea Power avant eux, le refus de 1990s de chercher la perfection fait d'eux un concept résistant au marché. Mais quelque chose de fantastique à écouter ». 

Le titre You're Supposed to Be My Friend accompagne l'ouverture de l'épisode 1-04 de la série télévisée américaine Castle en 2009.

Le morceau You Made Me Like It est inclus dans le pilote de l'émission Community.

Le groupe cesse ses activités en 2014.

## Membres
- Jackie McKeown
- Michael McGaughrin
- Dino Bardot
- Amie McMorrow

## Discographie

### Singles
- You Made Me Like It (2006)
- You're Supposed to Be My Friend (2006)
- See You at the Lights (2007)